# Монохибридно укрштање
Монохибридно укрштање је укрштање родитеља (родитељска генерација) који се разликују у једној особини: код једних је изражена доминантна варијанта, а код других рецесивна варијанта те особине. Јединке у наредној, потомачкој генерацији називају се хибридима (хетерозиготи) јер настају укрштањем родитеља из чистих линија. Код овог укрштања образују се хибриди у односу на једну особину.
Контролисана укрштања са јединкама које су припадале чистим линијама (хомозиготи) први је вршио Мендел.